# Hajdú-Bihar vármegyei 2. sz. országgyűlési egyéni választókerület
A Hajdú-Bihar vármegyei 2. számú országgyűlési egyéni választókerület egyike annak a 106 választókerületnek, amelyre a 2011. évi CCIII. törvény Magyarország területét felosztja, és amelyben a választópolgárok egy-egy országgyűlési képviselőt választhatnak. A választókerület nevének szabványos rövidítése: Hajdú-Bihar 02. OEVK. Székhelye: Debrecen

## Területe
Debrecen választókerülethez tartozó területének határvonala: Budapest felől a 4-es főút középvonala a városhatáron való belépési ponttól a Tócó csatornáig, a Tócó csatorna északi irányban a Kishegyesi útig, a Kishegyesi út páros oldala a Segner János térig, a Segner János tér (házszám nélkül), a Hatvan utca páros oldala, a Piac utca (1-től a 11-es házszámig), a Csapó utca páratlan oldala, a Rakovszky Dániel utca (1-től a 25-ös házszámig) az Ótemető utcáig, az Ótemető utca páratlan oldala a vasútvonalig, a vasútvonal dél felé a Faraktár utcáig, a Faraktár utca páratlan oldala a vasútvonaltól a Komáromi Csipkés György térig, a Komáromi Csipkés György tér déli oldala a Vámospércsi útig, a Vámospércsi út páratlan oldala a Panoráma útig, a Panoráma út északi irányban a 4908-as jelű útig, a 4908-as jelű út északkeleti irányban a városhatárig, a városhatár vonala az óramutató járásával megegyező irányban a kiindulási pontig.

## Országgyűlési képviselője
| Név              | Párt                                         | Párt        | Terminus | Megjegyzés                                   |
| ---------------- | -------------------------------------------- | ----------- | -------- | -------------------------------------------- |
| Dr. Pósán László |                                              | Fidesz-KDNP | 2014 –   | A 2014-es országgyűlési választás eredménye: |
| Dr. Pósán László | A 2018-as országgyűlési választás eredménye: | Fidesz-KDNP | 2014 –   |                                              |
| Dr. Pósán László | A 2022-es országgyűlési választás eredménye: | Fidesz-KDNP | 2014 –   |                                              |

## Demográfiai profilja
| Iskolai végzettség                | Iskolai végzettség               | Iskolai végzettség | Iskolai végzettség | Iskolai végzettség |
| --------------------------------- | -------------------------------- | ------------------ | ------------------ | ------------------ |
|                                   |                                  |                    |                    | fő                 |
| Általános iskolát nem végezte el  | Általános iskolát nem végezte el |                    | 840                | 840                |
| Általános iskola                  | Általános iskola                 |                    | 9795               | 9795               |
| Szakmunkás                        | Szakmunkás                       |                    | 13954              | 13954              |
| Érettségi                         | Érettségi                        |                    | 27658              | 27658              |
| Diploma                           | Diploma                          |                    | 20641              | 20641              |
| A 2022. évi népszámlálás szerint. |                                  |                    |                    |                    |

A Hajdú-Bihar vármegyei 1. sz. választókerület lakónépessége 2022. október 1-jén 87 178 fő volt. A 2011-es és a 2022-es népszámlálás között 4845 fővel csökkent a választókerület lakosság száma. A választókerületben a korösszetétel alapján a legtöbben a középkorúak élnek 31 581 fővel, míg a legkevesebben a gyermekek 14 290 fővel. A választókerület lakosságának a 86,5%-nál van internet elérési lehetőség.
A legmagasabb befejezett iskolai végzettség szerint az érettségi végzettséggel rendelkezők élnek a legtöbben 27 658 fő, utánuk a következő nagy csoport a diplomások 20 641 fővel.
Gazdasági aktivitás szerint a lakosság közel fele foglalkoztatott 43 478 fő, második legjelentősebb csoport az inaktív keresők, akik főleg nyugdíjasok 19 207 fővel.
A választókerület legjelentősebb nemzetiségi csoportja a cigányok 376 fő, illetve a  németek 289 fő. Magyar állampolgársággal nem rendelkező külföldi állampolgárok aránya 1,6%.
Vallási összetétel szerint a választókerületben lakók legnagyobb vallása a református (14 868 fő), valamint jelentős közösség még a római katolikus (6109 fő). A vallási közösséghez nem tartozók száma szintén jelentős (14 868 fő), a választókerületben a második legnagyobb csoport a református vallás után.

## Országgyűlési választások

### 2022
A 2022-es országgyűlési választáson az alábbi jelöltek indultak:
(Pártok neve szerinti abc-sorrendben)
4 jelölt:
- Egységben Magyarországért - Momentum Mozgalom: Mándi László
- Fidesz-KDNP (Kereszténydemokrata Néppárt): Dr. Pósán László
- Munkáspárt-ISZOMM: Huszti Andrea
- Normális Párt: Morán-Mihucza Szilvia

### 2018
A 2018-as országgyűlési választáson az alábbi jelöltek indultak:
(Pártok neve szerinti abc-sorrendben)
13 jelölt:
- DK (Demokratikus Koalíció): Varga Zoltán
- Együtt: Dr. Orosz Tamás
- Fidesz-KDNP (Kereszténydemokrata Néppárt): Dr. Pósán László
- FKGP (Független Kisgazda-, Földmunkás- és Polgári Párt): Nyiri László Ernő
- Iránytű: Szabó Ferenc
- Jobbik: Kőszeghy Csanád Ábel
- LMP: Görög Jenő
- MKKP (Magyar Kétfarkú Kutya Párt): Szabados István
- Munkáspárt: Varga Imre
- MIÉP (Magyar Igazság és Élet Pártja): Orosz Attila
- Nemzet és Béke: Fegyverneki László
- Momentum: Mándi László
- Összefogás: Apáti-Gárdonyi Edina

### 2014
A 2014-es országgyűlési választáson az alábbi jelöltek indultak: